# Mission: Space
Mission: Space est une attraction du parc Epcot de Walt Disney World Resort qui simule l'entraînement requis par les astronautes de la NASA. La trame de l'attraction est tirée du film Mission to Mars avec Gary Sinise. Il fait office de guide à travers une simulation de mission pour Mars dans un simulateur astronautique de type centrifugeuse. Les participants peuvent ressentir l'effet d'un décollage de fusée.
Cette attraction est construite en lieu et place de Horizons, une attraction qui présentait l'habitat dans le futur vu lors de sa création en 1982.
Elle a ouvert au public le 15 août 2003, mais n'a été inaugurée que le 9 octobre 2003 avec comme invités Michael D. Eisner, président de l'époque de la Walt Disney Company ; Carly Fiorina, présidente d'HP de l'époque ; Sean O'Keefe, administrateur de la NASA ; ainsi que les astronautes Mae Jemison, Guion Bluford Jr, Buzz Aldrin, Bruce McCandless II, Jim Lovell et Wally Schirra.

## L'attraction
L'attraction emporte le visiteur dans le futur, au sein de l'International Space Training Center, en l'an 2036. Ce serait le lieu international d'entraînement des "futurs" voyageurs interplanétaires. Les astronautes doivent embarquer dans la fusée X-2. L'attraction est toutefois déconseillée à de nombreuses personnes en raisons des fortes sensations provoquées.
Cette attraction bénéficie du système FastPass

### L'entrée

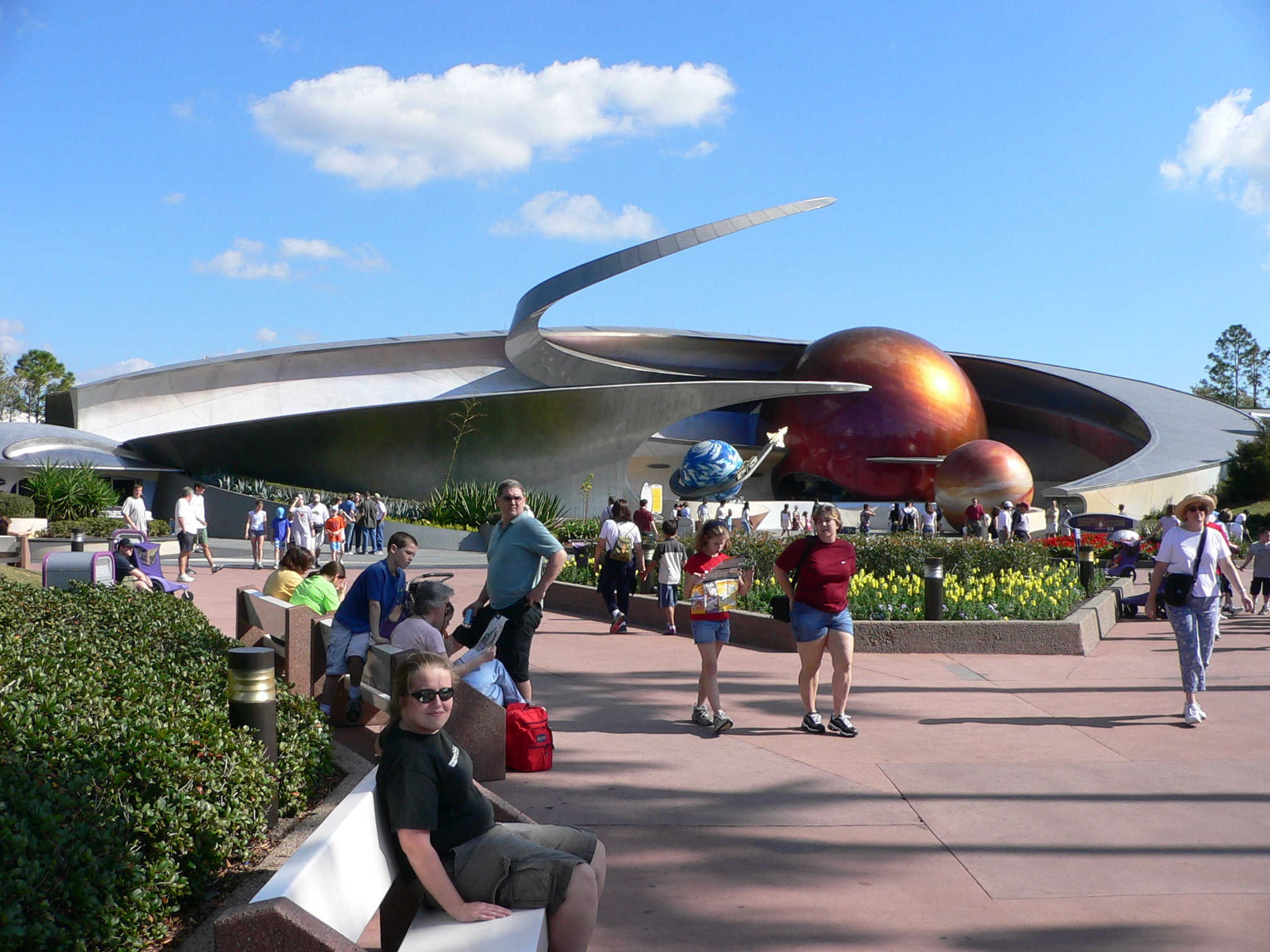
L'entrée de l'attraction Mission: Space à Epcot.

Comme souvent dans un lieu spatial, un mémorial accueille le visiteur à l'entrée. Ici il s'intitule Planetary Plaza. Plusieurs sphères aux couleurs splendides représentent la Lune (à gauche, 4 m de haut), la Terre en rotation (au centre, 6 m), la planète Mars (à droite, 4,8 m) et peut-être Jupiter pour la sphère faisant office d'entrée.
Autour de la planète Terre, un vaisseau et sa trajectoire pointe vers un énorme globe percé entre la Terre et Mars, c'est l'entrée. La sphère symbolisant la Lune possède des marques en forme de hublots qui représente les 30 sites d'atterrissage des missions réalisées entre 1959 et 1976 par les États-Unis et l'URSS.
Le reste de la place comporte des citations liées à l'espace, on en dénombre une dizaine dont : 
- « Regarde en haut… depuis ce monde vers le ciel » Platon
- « L'univers… est continuellement ouvert à notre regard » Galilée
- « Nous sommes prêts à naviguer sur ce nouvel océan car il y a là de la connaissance à gagner » John Fitzgerald Kennedy.

### La file d'attente
La file d'attente fait partie intégrante de l'attraction et comporte plusieurs étapes. C'est durant cette file d'attente que sont donnés les conseils aux "futurs spationautes" pour leurs vol. Cette partie s'intitule Space Simulation Lab ou simplement Sim Lab. C'est un large hangar, similaire à celui du centre spatial J F Kennedy. Le visiteur passe le long d'une énorme roue en rotation, se voulant être un simulateur de gravité dernier cri, et qui rend hommage à Horizons. D'autres éléments  rendent hommages aux programmes spatiaux. Ainsi un exemplaire authentique du rover lunaire prêté par le Smithsonian Institution est suspendu dans un coin de la pièce.
Ensuite les "astronautes" pénètrent dans la Salle de Commande où derrière une vitre des cast members dirigent l'attraction. Sur le mur opposé des plaques commémorent les premières fois des voyages dans l'espace : premier homme dans l'espace, sur la lune, ... mais aussi d'autres plus imaginaires, la première famille dans l'espace, le premier vol dans l'espace profond.
Au bout du couloir se trouve la Salle d'embarquement, divisées en 4 groupes de couleurs différentes, réparties sur 16 rangées. Les visiteurs sont alors répartis en équipe de quatre membres. Un rôle est donné à chacun : commandant, pilote, navigateur et ingénieur. Les équipes sont assistées par CapCom, l'agent au sol dont une vidéo est visible depuis la salle à côté d'uniformes d'astronautes.
Une sortie permet aux personnes ne souhaitant plus faire l'attraction de partir et de rejoindre l'après spectacle. La moitié de la salle se dirige ensuite vers une porte à droite, tandis que l'autre moitié part à gauche.

### Le vol
L'équipe entre alors dans l'une des capsules des fusées X-2. Après le décollage, le vaisseau se place en orbite quelques secondes autour de la lune avant de partir vers Mars et de se mettre en sommeil. Ce sommeil sera rapidement et brutalement interrompu par une pluie de météorite. (Cette introduction est assez semblable à celle de Star Tours). Le pilote automatique fait dériver le vaisseau tandis que le bouclier se met en place. Ensuite le vaisseau arrive sur Mars et après un léger survol, le programme de descente s'enclenche. C'est à ce moment que les visiteurs doivent participer, avec l'aide de Capcom à l'atterrissage. Le vaisseau traverse un canyon martien et la fusée X2, se pose enfin, sauf si vous ratez la manœuvre. Auquel cas le vaisseau se perd dans le canyon.
Durant le vol, un jet d'air frais est propulsé sur le visage des visiteurs afin de réduire les effets de nausée.

### L'après spectacle
À la sortie de l'attraction, comme pour Star Tours en France, se trouve une zone de jeux vidéo. Elle est baptisée Advance Training Lab et comprend :
- Mission: SPACE Race est une course multijoueur (54) répartie en 2 équipes, Triton (argent) et Orion (or) de 24 membres et 4 "assistants" chacune. Elle dure de 10 à 15 minutes. Chaque membre possède une fusée qu'il doit diriger depuis sa "station" avec des commandes dignes des bornes d'arcade. Le but est de réparer la fusée de chaque équipe afin de rejoindre la Terre.
- Space Base est une zone d'escalade, de saut et d'exploration pour les jeunes sur un thème spatial
- Expedition: Mars est un jeu où le joueur doit récupérer des astronautes égarés sur la surface de Mars.
- Postcards from Space permet d'envoyer des cartes prédéfinies par emails.

Après on trouve en plus une boutique Mission: SPACE Cargo Bay de 140 m2 qui permet de sortir à gauche de la Lune sur la Planetary Plaza.

### Données techniques
- Ouverture : 15 août 2003
- Partenaire : Hewlett-Packard
- Bâtiment :
  - Hauteur : 10,7 m
  - Superficie : 4 180 m2
- Nombre de Baies : 4
  - Nombre de capsules X-2 par baie : 10
  - Capacité de chaque capsule X-2 : 4 personnes en ligne
- Capacité de l'attraction : 160 personnes
- Centrifugeuses :
  - Fabricant : Entertainment Technology Corporation (ETC)
  - Diamètre d'une centrifugeuse: 10,7 m
  - Gravité crée : 2,5 G (de 1 à 1,5 G en une seconde)
  - "Tangage" : +40°/-55°
  - "Roulis" : ±25°
  - Rotation : 360°
  - Date d'ouverture des centrifugeuses:
    - Première : 15 février 2003
    - Seconde : avant le 3 juin 2003 (début des essais avec les cast members d'Epcot)
    - Troisième : peu avant le 21 juillet 2003
    - Quatrième : entre  le 4 et le 8 août 2003
- Durée totale de l'attraction : 45 à 60 min
- Durée du "vol" : ~ 4 min
- Taille minimale requise : 1,10 m
- Situation : 28° 22′ 26″ N, 81° 32′ 48″ O

### Anecdotes
La salle d'embarquement contient des plinthes arborant le symbole de l'attraction Horizons. C'est un petit hommage à cette défunte attraction remplacée par Mission: Space.
- La bande son de l'attraction a été composée par Trevor Rabin, un ex-membre du groupe de rock Yes et compositeur de nombreuses bandes originales de films.
- Walt Disney Imagineering s'est adjoint l'aide du consultant Story Musgrave qui participa durant 30 ans au programme spatial de la NASA